# N.V.C.

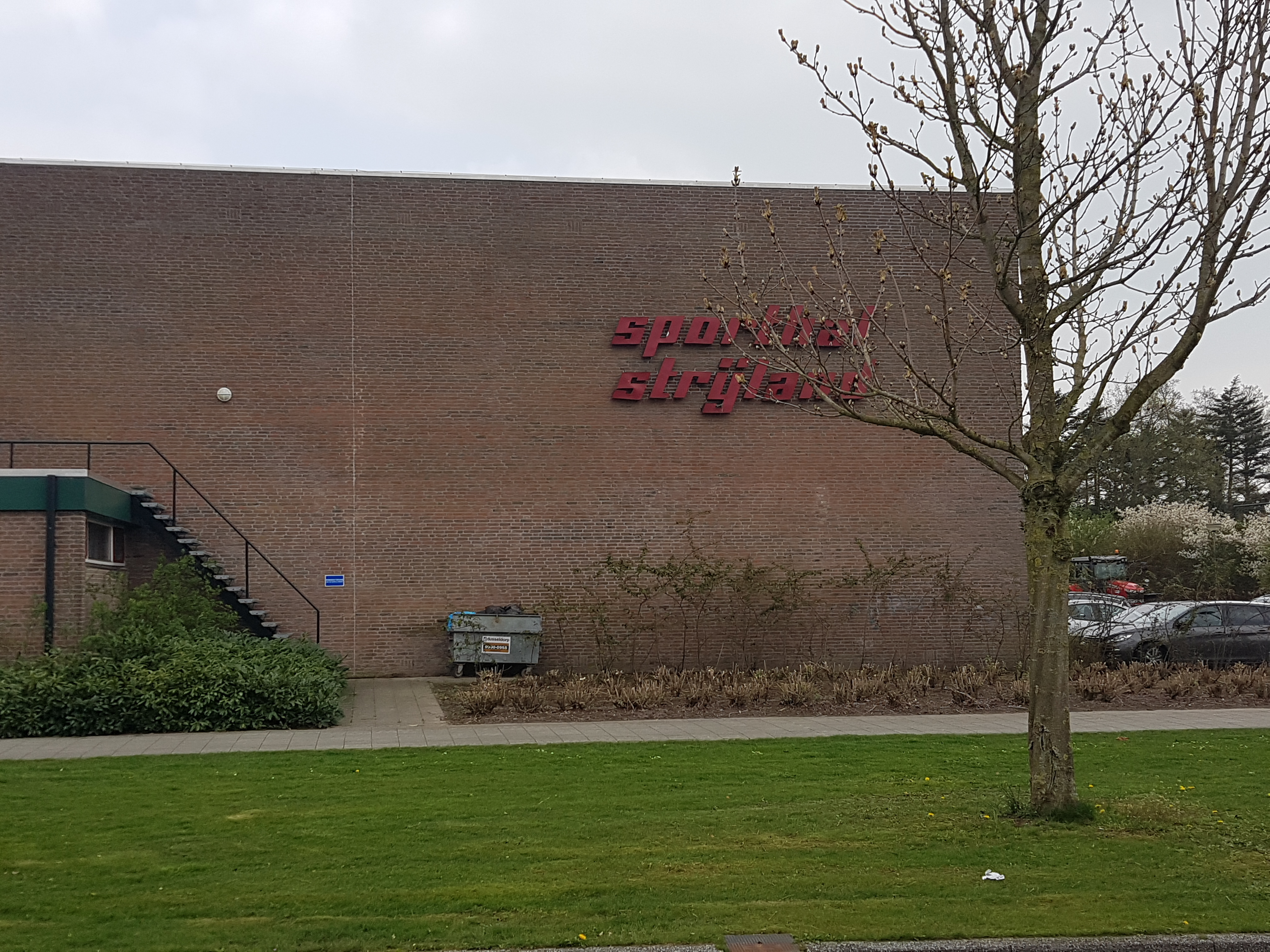
Sporthal Strijland, tot 2008/2009 de sporthal van N.V.C.

N.V.C. is een volleybalvereniging in de Nederlandse gemeente Nijkerk, opgericht op 14 november 1958. De vereniging telt bij haar vijftigjarig bestaan 236 leden, waarvan het grootste gedeelte jeugd is. In totaal spelen er achttien senioren-, jeugd- en mini-teams competitie. Het eerste damesteam komt uit in de promotieklasse en het eerste herenteam speelt in de regiodivisie. Het hoogste wat beide teams hebben gespeeld was tweede divisie (dames in 1981/82 en heren in 1993 t/m 1995).
Sinds het seizoen 2008/2009 speelt N.V.C. haar thuiswedstrijden in Sporthal Corlaer. Daarvoor speelde de vereniging enkele decennia in Sporthal Strijland.